# Route 11B (Ontario)
Pour les articles homonymes, voir Route 11.
Les routes 11B sont 2 routes provinciales de l'Ontario auxiliaires de la Route 11, deuxième plus longue route de l'Ontario. Une est située dans le nord de l'Ontario (à Atikokan) tandis que l'autre est située au nord-est de l'Ontario (à Cobalt). Celle à Atikokan mesure 3.2 kilomètres tandis que l'autre mesure 5.9 kilomètres.
Il est à noter qu'il existait plus d'une dizaine de routes 11B en Ontario, mais 8 d'entre elles ont désormais été changées en routes locales.

## Description des Tracés

### Atikokan
La route 11B d'Atikokan relie la Route 11 au village, longue de 3.2 kilomètres. Elle se termine à sa jonction avec la Route 622 dans le village.

### Cobalt

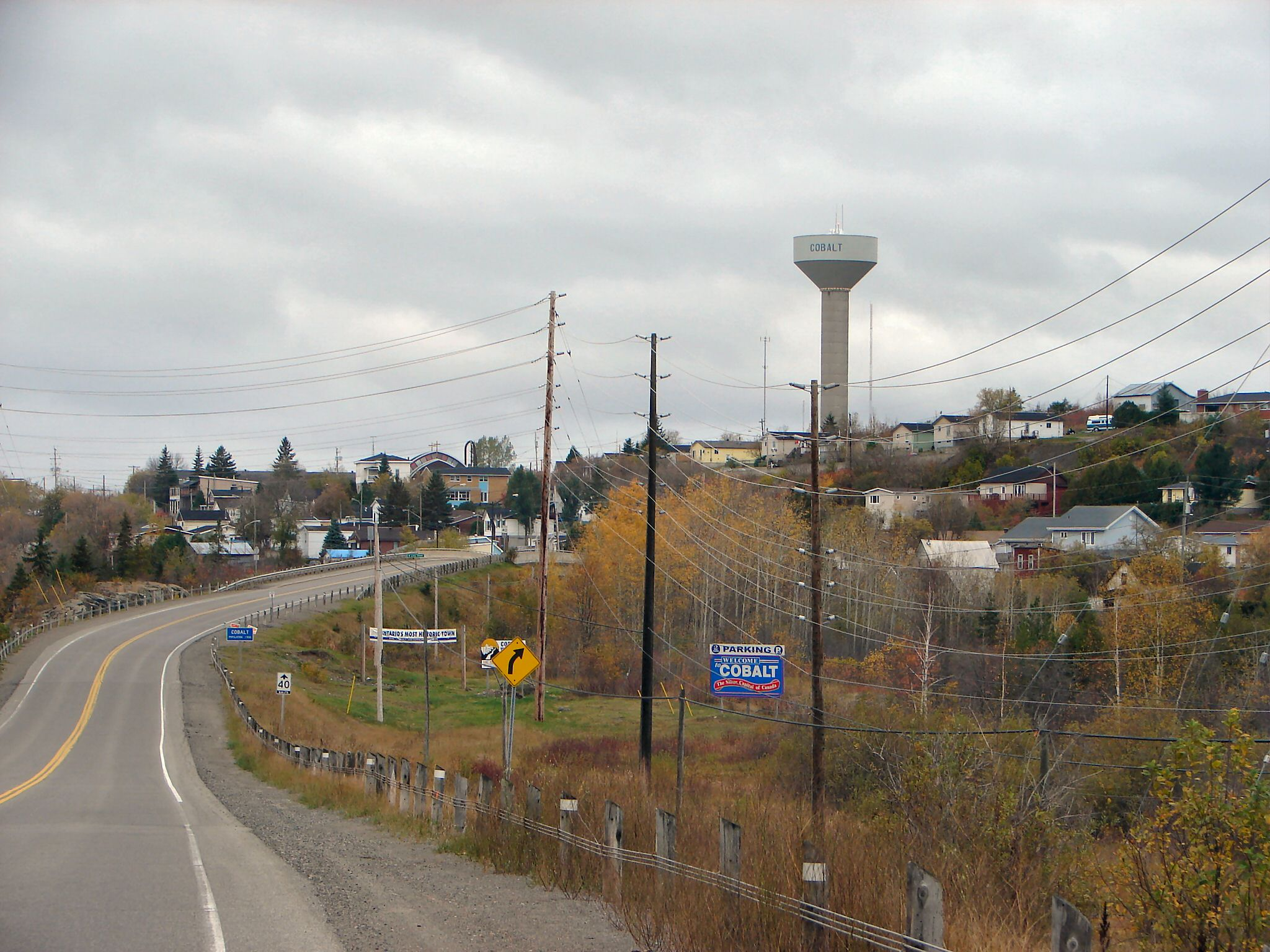
La route 11B entrant dans Cobalt.

La route 11B de Cobalt ne fait que relier encore la Route 11 au village de Cobalt. C'est en plein cœur du village que la route 11B se termine.